# Gladwyn Jebb
Hubert Miles Gladwyn Jebb (Firbeck Hall, 25. travnja 1900. – Suffolk, 24. listopada 1996.), ugledni britanski javni djelatnik, diplomat i političar, te prvi vršilac dužnosti glavnog tajnika UN-a. 
Na toj je dužnosti ostao od listopada 1945. do veljače 1946. kada je imenovan prvi glavni tajnik.